# Daniil Sergeyevich Medvedev
Daniil Sergeyevich Medvedev (tiếng Nga: Дании́л Серге́евич Медве́дев, phát âm [dənʲɪˈiɫ mʲɪdˈvʲedʲɪf]; sinh ngày 11 tháng 2 năm 1996) là một vận động viên quần vợt người Nga. Anh đã giành được 20 danh hiệu đơn ATP trong đó có 6 Master 1000 và chức vô địch Grand Slam US Open 2021 sau khi đánh bại Novak Djokovic ở trận chung kết sau 3 séc với tỷ số 6-4,6-4,6-4 cùng với đó là danh hiệu ATP Finals 2020. Medvedev có thứ hạng đánh đơn ATP cao nhất là vị trí số 1 đạt được vào ngày 28 tháng 2 năm 2022. Anh có thứ hạng đánh đôi ATP cao nhất là vị trí số 170 đạt được vào ngày 19 tháng 8 năm 2019.

## Chung kết ATP

### Đơn: 37 (20 danh hiệu, 17 á quân)
| Giải đấu                     |
| ---------------------------- |
| Grand Slam tournaments (1–5) |
| ATP Finals (1–1)             |
| Masters 1000 (6–3)           |
| ATP Tour 500 Series (4–5)    |
| ATP Tour 250 Series (8–3)    |

| Mặt sân       |
| ------------- |
| Cứng (18–14)  |
| Đất nện (1–1) |
| Cỏ (1–2)      |

| Kiểu sân           |
| ------------------ |
| Ngoài trời (12–14) |
| Trong nhà (8–3)    |

| Kết quả | Thắng-Thua | Ngày          | Giải đấu                          | Cấp độ       | Mặt sân  | Đối thủ               | Tỷ số                        |
| ------- | ---------- | ------------- | --------------------------------- | ------------ | -------- | --------------------- | ---------------------------- |
| Thua    | 0–1        | Tháng 1/2017  | Chennai Open, Ấn Độ               | 250 Series   | Cứng     | Roberto Bautista Agut | 3–6, 4–6                     |
| Thắng   | 1–1        | Tháng 1/2018  | Sydney International, Australia   | 250 Series   | Cứng     | Alex de Minaur        | 1–6, 6–4, 7–5                |
| Thắng   | 2–1        | Tháng 8/2018  | Winston-Salem Open, Mỹ            | 250 Series   | Cứng     | Steve Johnson         | 6–4, 6–4                     |
| Thắng   | 3–1        | Tháng 10/2018 | Japan Open, Nhật Bản              | 500 Series   | Cứng (i) | Kei Nishikori         | 6–2, 6–4                     |
| Thua    | 3–2        | Tháng 1/2019  | Brisbane International, Australia | 250 Series   | Cứng     | Kei Nishikori         | 4–6, 6–3, 2–6                |
| Thắng   | 4–2        | Tháng 2/2019  | Sofia Open, Bulgaria              | 250 Series   | Cứng (i) | Márton Fucsovics      | 6–4, 6–3                     |
| Thua    | 4–3        | Tháng 4/2019  | Barcelona Open, Tây Ban Nha       | 500 Series   | Đất nện  | Dominic Thiem         | 4–6, 0–6                     |
| Thua    | 4–4        | Tháng 8/2019  | Washington Open, Mỹ               | 500 Series   | Cứng     | Nick Kyrgios          | 6–7(6–8), 6–7(4–7)           |
| Thua    | 4–5        | Tháng 8/2019  | Canadian Open, Canada             | Masters 1000 | Cứng     | Rafael Nadal          | 3–6, 0–6                     |
| Thắng   | 5–5        | Tháng 8/2019  | Cincinnati Masters, Mỹ            | Masters 1000 | Cứng     | David Goffin          | 7–6(7–3), 6–4                |
| Thua    | 5–6        | Tháng 9/2019  | US Open, Mỹ                       | Grand Slam   | Cứng     | Rafael Nadal          | 5–7, 3–6, 7–5, 6–4, 4–6      |
| Thắng   | 6–6        | Tháng 9/2019  | St. Petersburg Open, Nga          | 250 Series   | Cứng (i) | Borna Ćorić           | 6–3, 6–1                     |
| Thắng   | 7–6        | Tháng 10/2019 | Shanghai Masters, Trung Quốc      | Masters 1000 | Cứng     | Alexander Zverev      | 6–4, 6–1                     |
| Thắng   | 8–6        | Tháng 11/2020 | Paris Masters, Pháp               | Masters 1000 | Cứng (i) | Alexander Zverev      | 5–7, 6–4, 6–1                |
| Thắng   | 9–6        | Tháng 11/2020 | ATP Finals, Vương quốc Anh        | Finals       | Cứng (i) | Dominic Thiem         | 4–6, 7–6(7–2), 6–4           |
| Thua    | 9–7        | Tháng 2/2021  | Australian Open, Australia        | Grand Slam   | Cứng     | Novak Djokovic        | 5–7, 2–6, 2–6                |
| Thắng   | 10–7       | Tháng 3/2021  | Open 13, Pháp                     | 250 Series   | Cứng (i) | Pierre-Hugues Herbert | 6–4, 6–7(4–7), 6–4           |
| Thắng   | 11–7       | Tháng 6/2021  | Mallorca Open, Tây Ban Nha        | 250 Series   | Cỏ       | Sam Querrey           | 6–4, 6–2                     |
| Thắng   | 12–7       | Tháng 8/2021  | Canadian Open, Canada             | Masters 1000 | Cứng     | Reilly Opelka         | 6–4, 6–3                     |
| Thắng   | 13–7       | Tháng 9/2021  | US Open, Mỹ                       | Grand Slam   | Cứng     | Novak Djokovic        | 6–4, 6–4, 6–4                |
| Thua    | 13–8       | Tháng 11/2021 | Paris Masters, Pháp               | Masters 1000 | Cứng (i) | Novak Djokovic        | 6–4, 3–6, 3–6                |
| Thua    | 13–9       | Tháng 11/2021 | ATP Finals, Ý                     | Finals       | Cứng (i) | Alexander Zverev      | 4–6, 4–6                     |
| Thua    | 13–10      | Tháng 1/2022  | Australian Open, Australia        | Grand Slam   | Cứng     | Rafael Nadal          | 6–2, 7–6(7–5), 4–6, 4–6, 5–7 |
| Thua    | 13–11      | Tháng 6/2022  | s'Hertogenbosch, Hà Lan           | 250 Series   | Cỏ       | Tim van Rijthoven     | 4–6, 1–6                     |
| Thua    | 13–12      | Tháng 6/2022  | Halle Open, Đức                   | 500 Series   | Cỏ       | Hubert Hurkacz        | 1–6, 4–6                     |
| Thắng   | 14–12      | Tháng 8/2022  | Los Cabos Open, Mexico            | 250 Series   | Cứng     | Cameron Norrie        | 7–5, 6–0                     |
| Thắng   | 15–12      | Tháng 10/2022 | Vienna Open, Áo                   | 500 Series   | Cứng (i) | Denis Shapovalov      | 4–6, 6–3, 6–2                |
| Thắng   | 16–12      | Tháng 2/2023  | Rotterdam Open, Hà Lan            | 500 Series   | Cứng (i) | Jannik Sinner         | 5–7, 6–2, 6–2                |
| Thắng   | 17–12      | Tháng 2/2023  | Qatar Open, Qatar                 | 250 Series   | Cứng     | Andy Murray           | 6–4, 6–4                     |
| Thắng   | 18–12      | Tháng 2/2023  | Dubai Tennis Championships, UAE   | 500 Series   | Cứng     | Andrey Rublev         | 6–2, 6–2                     |
| Thua    | 18–13      | Tháng 3/2023  | Indian Wells Masters, Mỹ          | Masters 1000 | Cứng     | Carlos Alcaraz        | 3–6, 2–6                     |
| Thắng   | 19–13      | Tháng 3/2023  | Miami Open, Mỹ                    | Masters 1000 | Cứng     | Jannik Sinner         | 7–5, 6–3                     |
| Thắng   | 20–13      | Tháng 5/2023  | Italian Open, Ý                   | Masters 1000 | Đất nện  | Holger Rune           | 7–5, 7–5                     |
| Thua    | 20–14      | Th9 năm 2023  | US Open, United States            | Grand Slam   | Cứng     | Novak Djokovic        | 3–6, 6–7(5–7), 3–6           |
| Thua    | 20–15      | Th10 năm 2023 | China Open, China                 | 500 Series   | Cứng     | Jannik Sinner         | 6–7(2–7), 6–7(2–7)           |
| Thua    | 20–16      | Th10 năm 2023 | Vienna Open, Austria              | 500 Series   | Cứng (i) | Jannik Sinner         | 6–7(7–9), 6–4, 3–6           |
| Thua    | 20–17      | Th1 năm 2024  | Australian Open, Australia        | Grand Slam   | Cứng     | Jannik Sinner         | 6–3, 6–3, 4–6, 4–6, 3–6      |

## Thống kê sự nghiệp đơn
| VĐ | CK | BK | TK | V# | RR | Q# | A |  | Z# | PO | G | F-S | SF-B | NMS | NH |

Tính đến Giải quần vợt Mỹ Mở rộng 2021
| Giải Grand Slam             |       |               |               |               |     |      |        |       |  |
| Úc Mở rộng                  | A     | V1            | V2            | V4            | V4  | CK   | 0 / 5  | 13–5  |  |
| Pháp Mở rộng                | A     | V1            | V1            | V1            | V1  | TK   | 0 / 5  | 4–5   |  |
| Wimbledon                   | Q3    | V2            | V3            | V3            | NH  | V4   | 0 / 4  | 8–4   |  |
| Mỹ Mở rộng                  | Q1    | V1            | V3            | CK            | BK  | VĐ   | 1 / 5  | 20–4  |  |
| Thắng–Thua                  | 0–0   | 1–4           | 5–4           | 11–4          | 8–3 | 20–3 | 1 / 19 | 45–18 |  |
| Giải đấu cuối năm           |       |               |               |               |     |      |        |       |  |
| ATP Finals                  | KVQVL | KVQVL         | KVQVL         |               | VĐ  |      | 1 / 2  | 5–3   |  |
| ATP World Tour Masters 1000 |       |               |               |               |     |      |        |       |  |
| Indian Wells Masters        | A     | V1            | V3            |               |     |      | 0 / 2  | 2–2   |  |
| Miami Masters               | A     | A             | V2            |               |     |      | 0 / 1  | 1–1   |  |
| Monte-Carlo Masters         | Q1    | V1            | V2            |               |     |      | 0 / 2  | 1–2   |  |
| Madrid Masters              | A     | A             | V1            |               |     |      | 0 / 1  | 0–1   |  |
| Internazionali BNL d'Italia | A     | A             | V1            |               |     |      | 0 / 1  | 0–1   |  |
| Canada Mở rộng              | A     | V1            | V3            |               |     |      | 0 / 2  | 2–2   |  |
| Cincinnati Masters          | A     | V1            | V1            |               |     |      | 0 / 2  | 0–2   |  |
| Thượng Hải Masters          | A     | V1            | V2            |               |     |      | 0 / 2  | 1–2   |  |
| Paris Masters               | A     | Q1            | V2            |               |     |      | 0 / 1  | 1–1   |  |
| Thắng–Thua                  | 0–0   | 0–5           | 7–8           | 0–0           |     |      | 0 / 14 | 8–14  |  |
| Giải đấu đại diện quốc gia  |       |               |               |               |     |      |        |       |  |
| Thế vận hội Mùa hè          | A     | Không tổ chức | Không tổ chức | Không tổ chức |     |      | 0 / 0  | 0–0   |  |
| Davis Cup                   | A     | V1            | Z1            | Q             |     |      | 0 / 1  | 3–2   |  |
| Thắng–Thua                  | 0–0   | 0–1           | 2–1           | 1–0           |     |      | 0 / 1  | 3–2   |  |
| Thống kê sự nghiệp          |       |               |               |               |     |      |        |       |  |
|                             | 2016  | 2017          | 2018          | 2019          |     |      | SR     | W–L   |  |
| Giải đấu                    | 5     | 24            | 26            | 4             |     |      | 59     | 59    |  |
| Danh hiệu                   | 0     | 0             | 3             | 1             |     |      | 4      | 4     |  |
| Chung kết                   | 0     | 1             | 3             | 2             |     |      | 6      | 6     |  |
| Thắng–Thua Sân cứng         | 3–2   | 16–18         | 38–15         | 14–3          |     |      | 4 / 39 | 71–38 |  |
| Thắng–Thua Sân đất nện      | 1–2   | 0–4           | 1–5           | 0–0           |     |      | 0 / 11 | 2–11  |  |
| Thắng–Thua Sân cỏ           | 1–1   | 8–4           | 4–4           | 0–0           |     |      | 0 / 9  | 13–9  |  |
| Tổng số Thắng–Thua          | 5–5   | 24–26         | 43–24         | 14–3          |     |      | 4 / 59 | 86–58 |  |
| % Thắng                     | 50%   | 48%           | 64%           | 82%           |     |      | 60%    | 60%   |  |
| Xếp hạng cuối năm           | 99    | 65            | 16            |               |     |      |        |       |  |

## Thành tích trước tay vợt top 10
Dưới đây là các tay vợt trong top 10 mà Medvedev đã từng đấu
- Milos Raonic 2–0
- Jack Sock 2–0
- Pablo Carreño Busta 2–1
- Jo-Wilfried Tsonga 2–1
- Fernando Verdasco 2–1
- David Goffin 1–0
- Andy Murray 1–0
- Tommy Robredo 1–0
- Stan Wawrinka 1–0
- Grigor Dimitrov 1–1
- Gaël Monfils 1–1
- Kei Nishikori 1–2
- Dominic Thiem 0–1
- Richard Gasquet 0–1
- Gilles Simon 0–1
- Roger Federer 0–2
- Mikhail Youzhny 0–2
- Novak Djokovic 0–3
- Lucas Pouille 0–3
- Alexander Zverev 0–4

* Thống kê chính xác tính đến ngày 18 tháng 2 năm 2019.

### Thắng tay vợt trong top 10
| Mùa giải | 2013 | 2014 | 2015 | 2016 | 2017 | 2018 | Tổng số |
| Thắng    | 0    | 0    | 0    | 0    | 1    | 0    | 1       |

| #    | Tay vợt       | Xếp hạng | Sự kiện                       | Mặt sân | Vg | Tỉ số              | Xếp hạng của DM |
| ---- | ------------- | -------- | ----------------------------- | ------- | -- | ------------------ | --------------- |
| 2017 |               |          |                               |         |    |                    |                 |
| 1.   | Stan Wawrinka | Số 3     | Wimbledon, Luân Đôn, Anh Quốc | Cỏ      | V1 | 6–4, 3–6, 6–4, 6–1 | Số 49           |

## Davis Cup

### Tham dự: (3–3)
| Nhóm                           |
| ------------------------------ |
| Nhóm Thế giới (0–1)            |
| Play-off NTG / Vòng loại (1–1) |
| Nhóm I (2–1)                   |
| Nhóm II (0–0)                  |
| Nhóm III (0–0)                 |
| Nhóm IV (0–0)                  |

| Trận đấu theo mặt sân |
| --------------------- |
| Cứng (3–2)            |
| Đất nện (0–1)         |
| Cỏ (0–0)              |
| Thảm (0–0)            |

| Trận đấu theo thể loại |
| ---------------------- |
| Đơn (3–2)              |
| Đôi (0–1)              |

- cho biết kết quả của trận đấu Davis Cup theo tỉ số, ngày, địa điểm của sự kiện, khu vực và giai đoạn, và mặt sân.

| Kết quả | Số                                                                                        | Trận đấu thứ                                                                              | Thể loại trận đấu (đồng đội nếu có)                                                       | Đối thủ đội tuyển                                                                         | Đối thủ tay vợt                                                                           | Tỉ số                                                                                     |
| 1–4; 3–5 tháng 2 năm 2017; Čair Sports Center, Niš, Serbia; Nhóm Thế giới; Cứng trong nhà                                       | 1–4; 3–5 tháng 2 năm 2017; Čair Sports Center, Niš, Serbia; Nhóm Thế giới; Cứng trong nhà | 1–4; 3–5 tháng 2 năm 2017; Čair Sports Center, Niš, Serbia; Nhóm Thế giới; Cứng trong nhà | 1–4; 3–5 tháng 2 năm 2017; Čair Sports Center, Niš, Serbia; Nhóm Thế giới; Cứng trong nhà | 1–4; 3–5 tháng 2 năm 2017; Čair Sports Center, Niš, Serbia; Nhóm Thế giới; Cứng trong nhà | 1–4; 3–5 tháng 2 năm 2017; Čair Sports Center, Niš, Serbia; Nhóm Thế giới; Cứng trong nhà | 1–4; 3–5 tháng 2 năm 2017; Čair Sports Center, Niš, Serbia; Nhóm Thế giới; Cứng trong nhà |
| --- | ----------------------------------------------------------------------------------------- | ----------------------------------------------------------------------------------------- | ----------------------------------------------------------------------------------------- | ----------------------------------------------------------------------------------------- | ----------------------------------------------------------------------------------------- | ----------------------------------------------------------------------------------------- |
| Thua | 1                                                                                         | II                                                                                        | Đơn                                                                                       | Serbia                                                                                    | Novak Djokovic                                                                            | 6–3, 4–6, 1–6, 0–1 bỏ cuộc                                                                |
| Thắng | 2                                                                                         | V                                                                                         | Đơn                                                                                       | Serbia                                                                                    | Nenad Zimonjić                                                                            | w/o                                                                                       |
| 1–3; 15–17 tháng 9 năm 2017; Kopaszi Dam, Budapest, Hungary; Play-off Nhóm Thế giới; Đất nện                                    |                                                                                           |                                                                                           |                                                                                           |                                                                                           |                                                                                           |                                                                                           |
| Thua | 3                                                                                         | III                                                                                       | Đôi (với Konstantin Kravchuk)                                                             | Hungary                                                                                   | Attila Balázs / Márton Fucsovics                                                          | 6–7(4–7), 4–6, 6–7(4–7)                                                                   |
| 1–3; 6–7 tháng 4 năm 2018; Luzhniki Small Sports Arena, Moskva, Nga; Vòng 2 khu vực châu Âu/châu Phi; Cứng trong nhà            |                                                                                           |                                                                                           |                                                                                           |                                                                                           |                                                                                           |                                                                                           |
| Thắng | 4                                                                                         | II                                                                                        | Đơn                                                                                       | Áo                                                                                        | Sebastian Ofner                                                                           | 6–1, 6–2                                                                                  |
| 3–2; 14–15 tháng 9 năm 2018; Luzhniki Small Sports Arena, Moskva, Nga; Play-off vòng 1 khu vực châu Âu/châu Phi; Cứng trong nhà |                                                                                           |                                                                                           |                                                                                           |                                                                                           |                                                                                           |                                                                                           |
| Thua | 5                                                                                         | II                                                                                        | Đơn                                                                                       | Belarus                                                                                   | Ilya Ivashka                                                                              | 6–7(2–7), 4–6                                                                             |
| Thắng | 6                                                                                         | V                                                                                         | Đơn                                                                                       | Belarus                                                                                   | Egor Gerasimov                                                                            | 7–6(7–4), 3–6, 6–3                                                                        |
| 3–1; 1–2 tháng 2 năm 2019; Swiss Tennis Arena, Biel/Bienne, Thụy Sĩ; Vòng loại; Cứng trong nhà                                  |                                                                                           |                                                                                           |                                                                                           |                                                                                           |                                                                                           |                                                                                           |
| Thắng | 7                                                                                         | I                                                                                         | Đơn                                                                                       | Thụy Sĩ                                                                                   | Henri Laaksonen                                                                           | 7–6(10–8), 6–7(6–8), 6–2                                                                  |